# MAS-36步枪
MAS Modèle 36是一种法國製的军用手动枪机步枪，它在1936年被首次采用，以替换当时服役的貝蒂埃步槍和勒贝尔M1886式步枪，并在二战期间服役。MAS-36由法国仅有的几间国营兵工厂之一——聖埃蒂安武器製造廠（MAS）生產。

## 简介
MAS-36是一种短小、轻便的卡宾枪型步枪，使用两段式枪托，與其他步枪相比，其机匣也更加光净。此枪使用1929年开始制造的无底缘弹7.5×54毫米法国步枪弹，这是FM-24/29輕機槍所用的7.5×57毫米MAS M1924型步枪弹的缩短版。此款步枪设计时融入了法国参加一战时积累的经验，并借鉴了战争中使用的其他步枪的特性，如英国的李-恩菲爾德步槍（枪机后方设置闭锁突耳保证可靠性）、美国的恩菲尔德M1917步枪（枪机柄朝下弯曲，加入觇孔照门）与德国毛瑟枪 （5发盒型弹倉），以造出“丑陋、粗糙但健壮可靠”的军用步枪。MAS-36步枪的拉机柄以一特别的角度朝前弯曲，借此使士兵的手可以更方便地操控之，同时还有个相对较短的枪管。在后方的大孔觇孔照门，和在前方的尖头准星的高度，都可以调整，以适合不同的射程。另外，恰如当时的法国步枪的特点，MAS-36並無手动保险装置。
虽然能够向左旋转枪机尾来手動保險，但在正常情况下，此枪在战斗外，会装满弹匣但不上膛，仅在出发时上膛。MAS-36具有一根長17英寸的针状刺刀，藏與枪管下一管內。要使用刺刀时，需要按压簧状柱以释放刺刀。然后将刺刀从管子里拔出来并反转，再将刺刀的尾部插进原来的管子，刺刀就會锁在枪上。

## 背景
虽然此枪的本意是用来取代勒贝尔M1886步枪、贝蒂埃步枪以及贝蒂埃卡宾枪，但由于政府的资金问题，MAS-36的生產也受到限制，并与其他早期的步枪一起在法国及其殖民地军队中服役。在二战期间，MAS-36常为前线的步兵队所配备，其他部队与预备役军队则使用勒贝尔步枪和贝蒂埃步枪。在法国战役之后，德国获得了大批MAS-36步枪，并将之重命名为Gewehr 242(f)，而后发放给德国在法国占领区的守备队，后来也以之配备人民冲锋队。

## 二战后的使用
在法国战后于各殖民地的平叛行动中，MAS-36在法国及其殖民地的军队得到广泛使用，如在法越战争、阿尔及利亚战争和第二次中东战争中都有它们的身影。第二次中东战争期间，法國2ème RPC空降部隊射手曾以配有狙擊鏡的MAS-36反制敵方狙擊手，而MAS-36在1960年代初期卻成了殖民地軍隊的步槍。自從法國1949年起採用半自動步槍MAS-49以後，MAS-36便正式退居二線。但其狙擊槍等級的槍機設計，卻仍保留在FR-F1狙擊步槍（目前可裝填7.62×51毫米北約制式彈藥）及其後繼款FR-F2上。
二戰結束後，MAS以及槍匠吉恩·富尼耶將MAS-36改造為民用獵槍。成了半槍托型獵槍後，還可裝填各種子彈，例如7×54毫米富尼耶彈（常見將7.5×54毫米改小為7毫米）、7×57毫米（很少見）、8×60毫米S（不常見），以及 10.75×68毫米（少見），後2型的槍款還配備有整合式槍口制退器。
法國也曾將軍方多餘的MAS-36輸出到美國，並將彈藥規格從7.5×54毫米修改為7.62×51毫米北約制式彈。不僅裝填形式改變，也添加了SKS的扳機保險裝置。

## 衍生型
- MAS 36 CR39 - 配備有鋁製中空可摺疊槍托，供空降部隊使用。
- MAS 36 LG48 - 配備有48 公釐榴彈發射器，於法越戰爭中使用。
- MAS 36/51 - 配備有22 公釐北約標準榴單發射器。
- Fusil modèle FR-G2 - 經過專業射手高度改裝，配備有競技級槍管，消音防火帽，狙擊鏡等（FR-F1與FR-F2則沒有如MAS-36般的配備）。

## 使用國
- 阿尔及利亚
- 柬埔寨
- 喀麦隆
- 中非
- 刚果共和国
- 法蘭西第三共和國[4]
  - 法國武裝部隊
- 自由法國
  - 自由法國軍隊
- 維希法國
- 法國
  - 法國武裝部隊（使用至1970年代末）
  - 法國國家警察（使用至1970年代末）
- 加彭
- 几内亚
- 马达加斯加
- 毛里塔尼亚
- 摩納哥[5]
  - 王太子卡賓槍騎兵連（英语：Compagnie des Carabiniers du Prince）
- 摩洛哥
- 德意志國：二戰期間繳獲自法軍。
- 尼日尔
- 塞内加尔
- 塞舌尔
- 叙利亚[6]
- 多哥
- 越南民主共和国：法越戰爭期間繳獲自法軍。

## 流行文化

### 電子遊戲
- 2021年—《應徵入伍》：作為軸心國科技樹上可解鎖武器。